# Соха

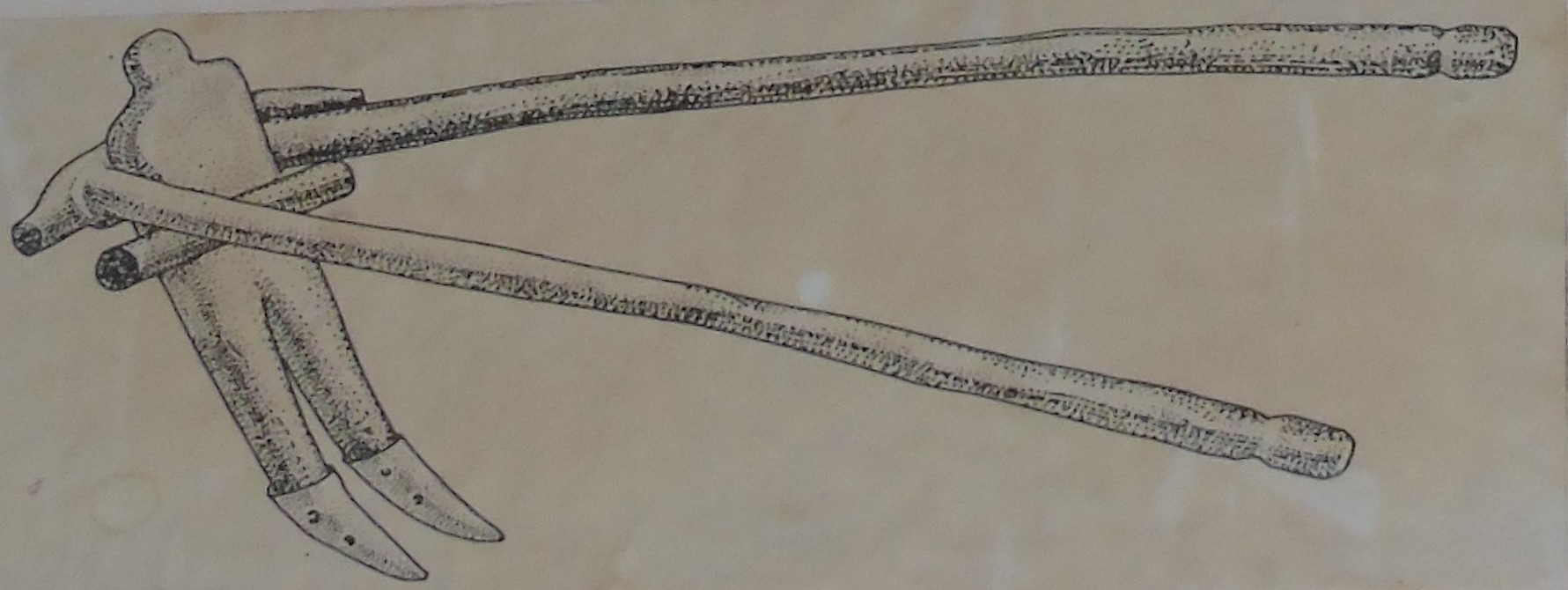
Малюнок сохи

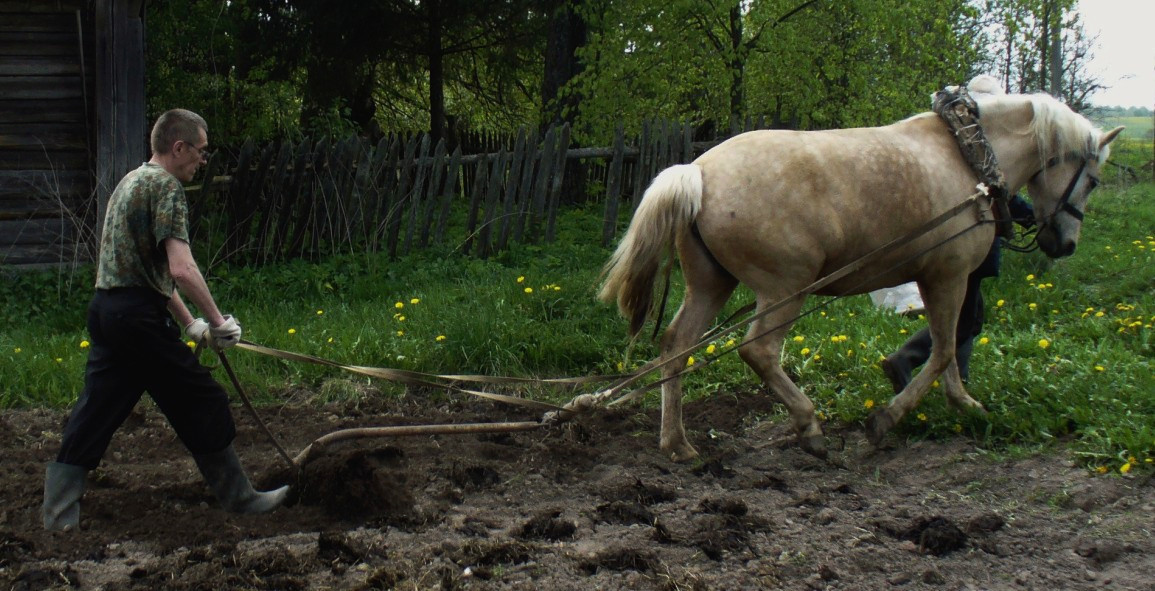
Робота з сохою

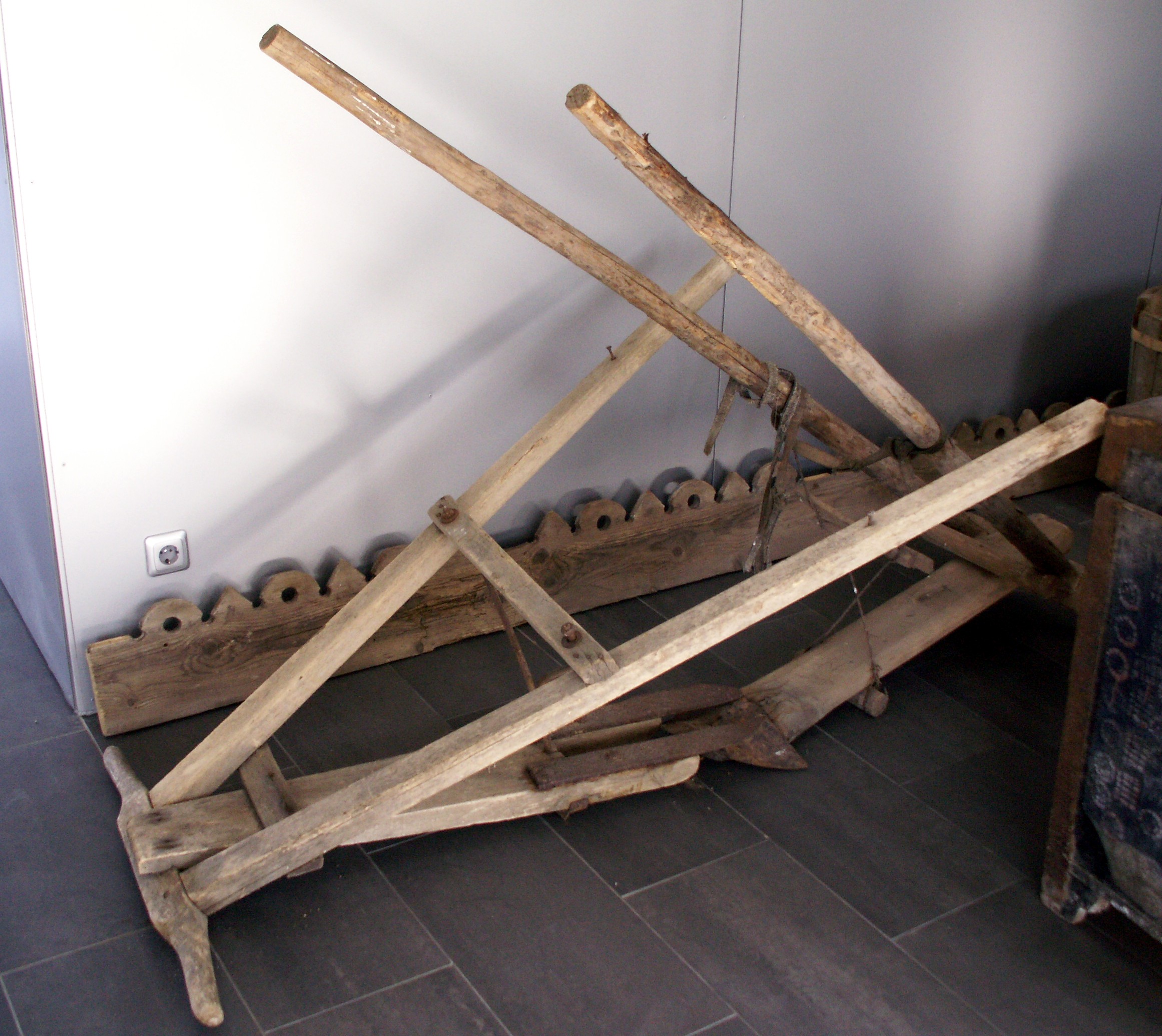
Дві сохи в музею села Куліоніс у Литві. Зверху видно голоблі, знизу — подвійний леміш, зліва — ручки, у середині — привої

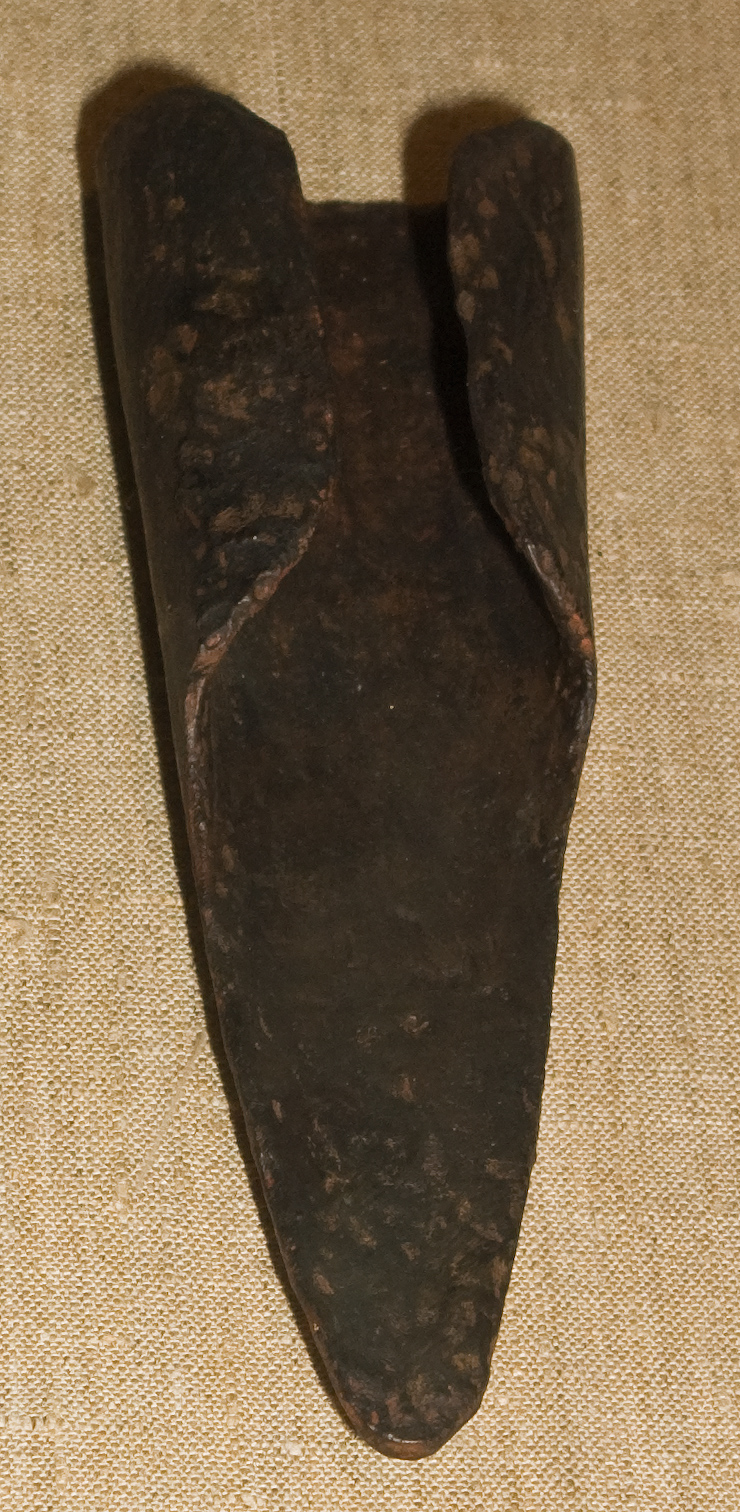
Леміш сохи, знайдений у городищі Городець Ленінградської області.

Соха́ — примітивне землеробське знаряддя для орання землі. Соха мала роздвоєну робочу частину (розсоху), яка була з'єднана у верхній частині з двома оглоблями, в які запрягали коня. Головна відмінність сохи від плуга полягає в тому, що соха не перевертала шар ґрунту, а лише відгортала його на бік. Соха, як знаряддя праці однієї родини, слугувала також і одиницею оподаткування в Русі. Соха вважається нащадком примітивнішого знаряддя обробки землі — мотики.

## Етимологія
Слово «соха» первісно означало «палиця з розвилкою» (прасл. *soxa), пор. «сошка» — «підставка». Назва відбиває примітивну конструкцію первісного плуга — палиця з відростком. Споріднене з лит. šakà («гілка», «сук», «развилина») та šakótas («розгалужений»), латис. saka («розгалуження дерева») та sakas («хомут», «ярмо»), санскр. c̨ā́khā («гілка», «сук»), перс. šāχ («гілка», «сук», «ріг»), вірменським c̣аχ («гілка»), гот. hôha («плуг»). Звідси походить і слово «сохатий» («з розгалуженими рогами», «лось»), а також «посох» і «сохар».

## Будова
Соха складалася з розсохи — вертикальної основи у вигляді масивної вилки, на кінці якої надівали залізні лемеші (сошники), голобель, що з'єднували розсоху з хомутом коня, і привоїв — зв'язок, що з'єднували нижню частину розсохи з голоблями. Вся конструкція мала вигляд трикутника.

## Рало
Рало, орало — примітивне знаряддя для оранки. В Україні XIX століття — знаряддя для розбивання грудок зораної землі.

## Історія
У давньоруських пам'ятках згадується з другої половини XIII століття, але використовувалася і раніше, про що свідчать знахідки лемешів VII—VIII ст. Соха залишалася головним орним знаряддям російських селян аж до 1930-х. Ще в 1928 в СРСР було 4,6 млн сіх.
Хоча в межах сучасної України у 1880—1990-х роках соха поступово була витіснена фабричним плугом і застосовувалася лише як обгортач картоплі.
Соха з одним лемешем називалася «косулею». Отримала поширення первісно у Владимирському Опіллі.